# Floyd Wicker
Floyd Euliss Wicker (né le 12 septembre 1943 à Burlington, Caroline du Nord) est un voltigeur de baseball professionnel américain à la retraite.
Wicker a fréquenté l'Université d'East Carolina, il manie la batte de la main gauche, jeté droitier, mesurant 1,88 m  et pèsent 79 kg.
Il a signé avec les Cardinal de St. Louis à 17 ans et sa carrière professionnelle a duré de 1961 à 1971, avec deux saisons manquées dut à son service militaire. 
Il est apparu dans la Major League Baseball, entre 1968 et 1971 pour les Cardinals, les Expos de Montréal, des Brewers de Milwaukee et les San Francisco Giants. Sa durée de vie en Major League moyenne au bâton était un humble 0,159 en 113 présences au bâton. 
Dans sa seule saison complète de Ligue majeure de baseball, en 1969 la campagne des Expos, osier est apparu dans 41 matchs, presque exclusivement comme un frappeur, mais a fait seulement quatre coups sûrs en 39 présences au bâton, pour une moyenne au bâton de 0,103.